# Cythereinae

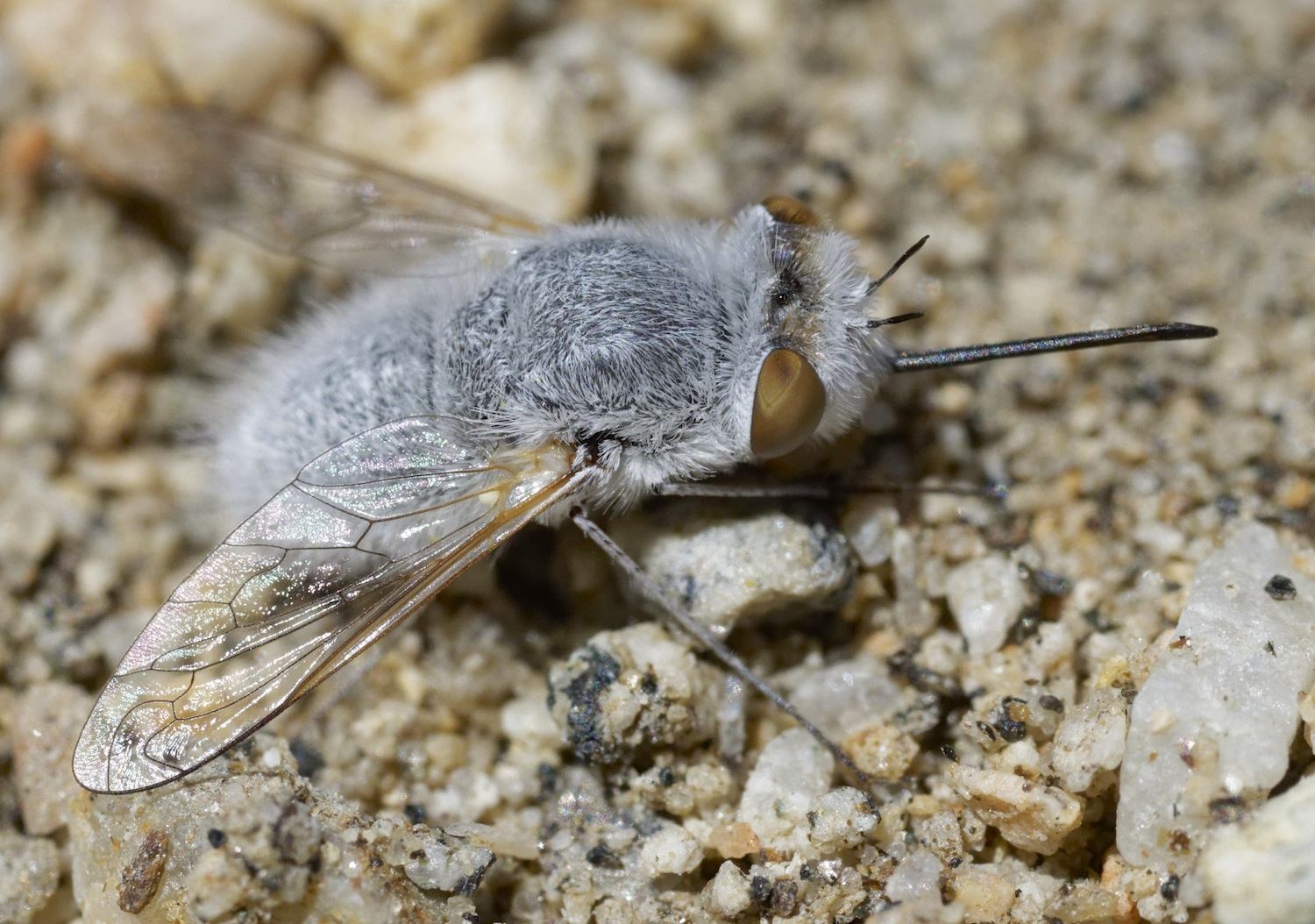
Pantarbes capito

Cythereinae (лат.) — подсемейство двукрылых из семейства жужжал (Bombyliidae).
Встречаются во всех зоогеографических областях, кроме Юго-Восточной Азии.

## Описание
Синапоморфии таксона: межрадиальная поперечная жилка крыла присутствует; гипандрий присутствует и отделен (кроме Enica); эпифаллус представлен в виде одной доли над фаллосом. Флагеллум состоит из одного, двух или трёх члеников, щупики одно- или двухчлениковые. Крылья с тремя ветвями жилки Rs; М2 присутствует; анальная ячейка открытая. Посткраниум вогнутый, но более мелкий, чем у Lomatiinae, Antoniinae, Tomomyzinae и Anthracinae.

## Классификация
Около 20 родов 150 видов. Cythereinae содержит представителей трех триб традиционной классификации — Cythereini (Палеарктика, Неарктика, Неотропика), Cylleniini (Палеарктика, Неотропика), Enicini (Афротропика), Neosardus из Австралазии.
- Amictus Wiedemann, 1817
- Callostoma Macquart, 1840
- Chalcochiton Loew, 1844
- Cyllenia Latreille, 1802
- Cytherea Fabricius, 1794
- Enica Macquart, 1834
- Gyrocraspedum Becker, 1912
- Neosardus Roberts, 1929
- Nomalonia Rondani, 1863
- Pantarbes Osten Sacken, 1877
- Sericosoma Macquart, 1850
- Sericothrix Hall, 1976
- Sinaia Hermann, 1909
- Sphenoidoptera Williston, 1901
- † Amictites Hennig, 1966
- † Glaesamictus Hennig, 1966
- † Palaeoamictus Meunier, 1916
- † Paleolomatia Nel, 2008
- † Praecytherea Théobald, 1937